# Symfonie nr. 2 (Jacob)
Gordon Jacob componeerde zijn Symfonie nr. 2 in 1944/1945. In tegenstelling tot zijn eerste symfonie vond dit werk direct zijn weg naar het podium. In mei 1946 kwam het tot een BBC radio-opname en –uitzending, geleid door Adrian Boult. Voor een echte concertpremière moest men wachten tot 1948, Rudolph Schwarz dirigeerde het Bournemouth Symphony Orchestra. Jacobs opschrift van de compositie luidt "Meditation on war suffering and victory".

## Delen
1. Adagio – allegro molto (C-majeur)
2. Adagio molto (d-mineur en A-majeur)
3. Scherzo. Molto allegro, quasi presto (F-majeur)
4. Ground. Andante con moto

Het deel (4) is een thema met  27 variaties, de begintoonsoort is c-mineur, verandert langzaam naar D-majeur om dan af te sluiten in de aangegeven hoofdtoonsoort voor het gehele werk: C-majeur.

## Bron en discografie
- Uitgave Lyrita records : London Philharmonic Orchestra o.l.v. Barry Wordsworth